# Iriver
 (septembre 2024).

iRiver est une société coréenne de fabrication de produit électroniques grand public. Elle a été fondée en 1999 par d'anciens employés de Samsung.
Ils se font remarquer par leur implication dans la compatibilité avec des formats ouverts, comme Ogg et l'utilisation de noyaux GNU/Linux dans leur écrans portables multiformats.
Elle commercialise les modèles de jukeboxes numériques de la famille H100 (en version 10, 20 et 40 Go) puis la famille H300 (20 et 40 Go).